# Bågø Kirke
Bågø Kirke er kirken på øen Bågø i Lillebælt ud for Assens. Kirken blev indviet 3. november 1861 ved sognets oprettelse og er beliggende i den nordlige udkant af Bågø by ved vejen til øens nordligste punkt Sommerodde. Kirken blev opført i gule sten med et langhus med tårn mod vest. Tårnet var oprindeligt et pyramidespir over fire spidsgavle, men blev i 1931 ændret til sit nuværende udseende. Oprindeligt havde kirken to klokker. Den mindste stammede fra Bågø Fyr, men fandt på et tidspunkt vej til kirken, hvor den blev brugt til at kime ind til højtiderne. I 1986 bestilte man en ny og større fra klokkefirmaet Petit og Fritsen i Holland, og den gamle klokke blev i 2002 skænket til Baagø Fyrs venner, en nu ophørt forening, da fyret er kommet i privateje og lukket for offentligheden. Klokkerne er derfor leveret tilbage til kirken. Kirken har 125 siddepladser.
Bågø er Danmarks mindste kirkesogn, og gudstjenesterne varetages på skift af præsterne fra Assens ca. hver 3. uge.
Indvendig er loftet ført op i kip og beklædt med kassetter. 
Det nuværende orgel med fem stemmer er fra 1901 og blev indsat i kirken 1981. Orgelet, der var bygget i 1898 på Frederik Nielsens orgelbyggeri i Aarhus, blev af Saksild Kirke foræret til Bågø Kirke og er senere blevet restaureret for 120.000 kr.
Kirkeskibet er en kopi af linjeskibet Fredericus Quartus.  

## Historie
Bågø Kirke blev bygget i 1861 for 3000 rigsdaler, som kom fra ekstrabevilling på finansloven, og 2000 rigsdaler, som øboerne selv kom med. Greven af Wedellsborg, Karl Wedell, skænkede en ikke ubetydelig kapital til lønning af en præst på Bågø og gav saaledes anledning til, at øen blev udskilt fra Assens sogn, at kirken blev bygget, og der blev oprettet et særskilt præsteembede paa Bågø ( Taget fra "Grevskabet Wedelsborgs historie" af Claudius Madsen udgivet 1875. . Da Bågø Kirke blev bygget, forlangte Karl Wedell, at han fra sit gods på Fyn skulle kunne se lyset i kirken. Derfor ligger kirken på øens nordside.
Jens Voldum, der var præst på Bågø i 1880-1884, skriver i sine erindringer: "Mens Øen havde sin  Kirke i Assens kom Folk kun i Kirke ved Bryllup, Begravelse, Daab og Altergang, hvortil de drog i stort Baadfølge 2 Gange Aarligt".
Den sidste præst og skolelærer stoppede på Bågø i 1956.

## Galleri
- Bågø Kirke fra sydøst
- Bågø Kirke fra nord
- Bågø Kirkes tårn
- Bågø Kirkes indgang

## Eksterne kilder og henvisninger
- Bågø Kirke Arkiveret 1. december 2017 hos  Wayback Machine
- Bågø Kirke www.korttilkirken.dk